# Пікаканну
Пікаканну (ест. Pikakannu, виро Pikäkannu) — село в Естонії, входить до складу волості Виру, повіту Вирумаа. До 2017 року входило до складу волості Ласва.